# Fungiacyathus stephanus
Espèce
Statut CITES
Fungiacyathus stephanus est une espèce de coraux appartenant à la famille des Fungiacyathidae.